# Montvendre
Montvendre este o comună în departamentul Drôme din sud-estul Franței. În 2009 avea o populație de 1.037 de locuitori.

## Evoluția populației
| An        | 1975 | 1982 | 1990 | 1999 | 2006 | 2009  |
| --------- | ---- | ---- | ---- | ---- | ---- | ----- |
| Populație | 600  | 634  | 743  | 857  | 992  | 1.037 |